# Знакопереміжний ряд
Знакоперемі́жний ряд — математичний ряд, члени якого почергово набувають значень із протилежними знаками:
{\displaystyle \sum _{n=1}^{\infty }a_{n}=\sum _{n=1}^{\infty }(-1)^{n-1}\,b_{n},\quad b_{n}>0}.
Як і будь-який ряд, знакопереміжний ряд є збіжним тоді і тільки тоді, коли відповідна послідовність часткових сум є збіжною.

## Приклади
Геометричний ряд 1/2-1/4+1/8-1/16+ {\displaystyle \cdots } є збіжним до 1/3.
Знакопереміжний гармонічний ряд має скінченну суму, а гармонічний ряд  — ні.
Ряд Меркатора надає аналітичний вираз для натурального логарифму:
{\displaystyle \sum _{n=1}^{\infty }{\frac {(-1)^{n+1}}{n}}x^{n}\;=\;\ln(1+x).}
Функції синус і косинус, що використовуються в тригонометрії, в математичному аналізі можна визначити як знакопереміжні ряди, попри те, що в елементарній алгебрі вони вводяться як відношення сторін прямокутного трикутника. Дійсно,
{\displaystyle \sin x=\sum _{n=0}^{\infty }(-1)^{n}{\frac {x^{2n+1}}{(2n+1)!}}}, та
{\displaystyle \cos x=\sum _{n=0}^{\infty }(-1)^{n}{\frac {x^{2n}}{(2n)!}}.}
Якщо з цих рядів вилучити закопереміжний коефіцієнт {\displaystyle (-1)^{n}}, то отримаємо гіперболічні функції {\displaystyle sh} і {\displaystyle ch}, що використовуються в математичному аналізі.
Для цілого чи додатного індексу {\displaystyle \alpha } функцію Бесселя першого роду можна визначити за допомогою закопереміжного ряду
{\displaystyle J_{\alpha }(x)=\sum _{m=0}^{\infty }{\frac {(-1)^{m}}{m!\,\Gamma (m+\alpha +1)}}{\left({\frac {x}{2}}\right)}^{2m+\alpha },}
де {\displaystyle \Gamma (z)} — це гамма-функція.
Якщо {\displaystyle s} — комплексне число, тоді функція Діріхле подається у вигляді знакопереміжного ряду
{\displaystyle \eta (s)=\sum _{n=1}^{\infty }{(-1)^{n-1} \over n^{s}}={\frac {1}{1^{s}}}-{\frac {1}{2^{s}}}+{\frac {1}{3^{s}}}-{\frac {1}{4^{s}}}+\cdots ,}
що використовується в аналітичній теорії чисел.

## Ознака Лейбніца
Ознака Лейбніца — ознака збіжності знакопереміжного ряду, встановлена Готфрідом Лейбніцем. Формулювання теореми: нехай дано знакопереміжний ряд
{\displaystyle S=\sum _{n=1}^{\infty }(-1)^{n-1}b_{n},\quad \ b_{n}\geq 0},
для якого виконуються такі умови:
1. {\displaystyle b_{n}\geq b_{n+1}}, починаючи з деякого номера ({\displaystyle n\geq N}),
2. {\displaystyle \lim _{n\to \infty }b_{n}=0.}

Тоді такий ряд збігається.
Зауваження
Ряди, що задовольняють ознаці Лейбніца, називаються рядами Лейбніца.
Слід зазначити, що монотонне спадання до нуля не є необхідним для збіжності знакопереміжного ряду (тоді як для довільного ряду умова {\displaystyle \lim _{n\to \infty }b_{n}=0} є саме необхідною умовою): ця ознака є достатньою, але не обов'язковою (наприклад, ряд {\displaystyle \sum _{n=2}^{\infty }{\frac {(-1)^{n}}{n+(-1)^{n}}}} збігається).

Ряд Лейбніца може абсолютно збігатися (якщо збігається ряд {\displaystyle \sum _{n=1}^{\infty }b_{n}}), а може збігатися умовно (якщо ряд із модулів розбігається).
Розглянемо дві послідовності часткових сум ряду {\displaystyle R_{n}=b_{1}-b_{2}+\ldots -b_{2n}} и  {\displaystyle L_{n}=b_{1}-b_{2}+\ldots +b_{2n+1}}.
Перша послідовність не спадає: {\displaystyle R_{n}-R_{n+1}=b_{2n+2}-b_{2n+1}\leq 0} за першою умовою. 
За тією ж умовою друга послідовність не зростає: {\displaystyle L_{n}-L_{n+1}=b_{2n+2}-b_{2n+3}\geq 0}.
Друга послідовність мажорує першу, тобто {\displaystyle L_{n}\geq R_{m}} для довільних {\displaystyle m,n\in \mathbb {N} }. Дійсно,
при {\displaystyle m\geq n} маємо: {\displaystyle L_{n}-R_{m}\geq L_{m}-R_{m}=b_{2m+1}>0,}
при {\displaystyle m\leq n} маємо: {\displaystyle L_{n}-R_{m}\geq L_{n}-R_{n}=b_{2n+1}>0.}
Отже вони обидві збігаються як монотонні обмежені послідовності.
Залишилося зауважити, що: {\displaystyle \lim _{m,n}|R_{n}-L_{m}|=0}, тому вони збігаються до спільної границі {\displaystyle S},
яка і є сумою початкового ряду.

### Приклад
{\displaystyle \sum _{n=1}^{\infty }(-1)^{n+1}{\frac {1}{n}}\;}. Ряд з модулів має вигляд {\displaystyle \sum _{n=1}^{\infty }{\frac {1}{n}}} — це гармонічний ряд, який розбігається.
Тепер скористаємося ознакою Лейбніца:
1. знакопереміжність виконано;
2. {\displaystyle {\frac {1}{n+1}}<{\frac {1}{n}},\;\forall \;n};
3. {\displaystyle \lim _{n\to \infty }\,{\frac {1}{n}}=0}.

Отже, оскільки всі умови виконано, ряд збігається (причому умовно, оскільки ряд з модулів розбіжний).

### Оцінка залишку ряду Лейбніца
З теореми Лейбніца випливає наслідок, який дозволяє оцінити похибку обчислення неповної суми ряду (залишок ряду):
{\displaystyle S_{n}=\sum _{i=1}^{n}(-1)^{i}b_{i}.}
Залишок збіжного знакопереміжного ряду {\displaystyle R_{n}=S-S_{n}} буде за модулем меншим від першого відкинутого доданку:
{\displaystyle \left|R_{n}\right|<b_{n+1}.}

## Знакозмінний ряд
Знакопереміжні ряди також іноді називають знакозмінними, проте цей термін може також означати будь-які ряди, які мають одночасно нескінченне число додатних і від'ємних членів.

## Наближені суми
Наведена вище оцінка не залежить від {\displaystyle n}. Отже, якщо {{\displaystyle a_{n}}} монотонно збігається до {\displaystyle 0}, то оцінка абсолютної похибки для наближення нескінченних сум частковими є такою:
{\displaystyle \left|\sum _{k=0}^{\infty }(-1)^{k}\,a_{k}\,-\,\sum _{k=0}^{m}\,(-1)^{k}\,a_{k}\right|\leq |a_{m+1}|.}

## Абсолютна збіжність
Ряд {\displaystyle \sum a_{n}} абсолютно збіжний, якщо ряд {\displaystyle \sum |a_{n}|} — збіжний.
Теорема: Абсолютно збіжний ряд є збіжним.

## Умовна збіжність
Ряд називають умовно збіжним, якщо він є збіжним, але не є абсолютно збіжним.
Наприклад, гармонічний ряд
{\displaystyle \sum _{n=1}^{\infty }{\frac {1}{n}},\!}
розбіжний, тоді як його знакопереміжна версія
{\displaystyle \sum _{n=1}^{\infty }{\frac {(-1)^{n+1}}{n}},\!}
збігається за ознакою Лейбніца.

## Перестановки
Для будь-якого ряду можна утворити новий ряд перестановкою порядку сумування. Ряд називається безумовно збіжним, якщо після будь-якої його перестановки утворюється ряд з тією ж збіжністю, що й початковий. Абсолютно збіжні ряди є безумовно збіжними. Але теорема Рімана про умовно збіжний ряд стверджує, що умовно збіжні ряди можна подати для утворення будь-якої  збіжності. Загальний принцип полягає в тому, що додавання нескінченних сум є комутативним лише для абсолютно збіжних рядів.
Наприклад, одне з хибних доведень, що {\displaystyle 1=0}, використовує порушення асоціативності для нескінченних сум.
Ще один приклад, як відомо
{\displaystyle \ln(2)=\sum _{n=1}^{\infty }{\frac {(-1)^{n+1}}{n}}=1-{\frac {1}{2}}+{\frac {1}{3}}-{\frac {1}{4}}+\cdots .}
Але, оскільки ряд не є абсолютно збіжним, то можемо переставити члени ряду, щоб отримати ряд для {\displaystyle {\frac {1}{2}}\ln(2)}:
{\displaystyle {\begin{aligned}&\left(1-{\frac {1}{2}}\right)-{\frac {1}{4}}+\left({\frac {1}{3}}-{\frac {1}{6}}\right)-{\frac {1}{8}}+\left({\frac {1}{5}}-{\frac {1}{10}}\right)-{\frac {1}{12}}+\cdots \\[8pt]&\quad ={\frac {1}{2}}-{\frac {1}{4}}+{\frac {1}{6}}-{\frac {1}{8}}+{\frac {1}{10}}-{\frac {1}{12}}+\cdots \\[8pt]&\quad ={\frac {1}{2}}\left(1-{\frac {1}{2}}+{\frac {1}{3}}-{\frac {1}{4}}+{\frac {1}{5}}-{\frac {1}{6}}+\cdots \right)={\frac {1}{2}}\ln(2).\end{aligned}}}

## Прискорення збіжності ряду
Насправді числове підсумування знакопереміжного ряду можна прискорити за допомогою будь-якої з різноманітних методик прискорення збіжності рядів. Однією з найдавніших методик є підсумування Ейлера, а також безліч сучасних методик, які можуть забезпечити ще швидшу збіжність рядів.